# Bessie Blount
Elizabeth "Bessie" Blount, född ca 1502, död 1540, var en engelsk hovdam, känd för sitt förhållande med kung Henrik VIII av England 1514–1520, och som mor till kungens illegitime son Henry Fitzroy. Hon är tillsammans med Mary Boleyn den kanske mest kända av Henrik VIII:s älskarinnor, och deras sons födelse ska ha övertygat kungen om att hans brist på söner inom äktenskapet inte var hans fel. Hon är vid sidan av Mary Boleyn och Madge Shelton en av tre kvinnor som brukar omtalas som bekräftade älskarinnor till Henrik VIII.

## Biografi
Bessie Blount var dotter till Sir John Blount av Shropshire, en riddare i tjänst hos Henrik VII. John Blount var en lojal, om än obetydlig, tjänare i den kungliga familjen och följde Henrik VIII till Frankrike 1513, då kungen utkämpade krig mot Ludvig XII.
Man vet inte så mycket om Bessie, förutom hennes skönhet och hennes kända affär med Henrik VIII. Hon kom till det kungliga hovet som en hovfröken till hans första maka Katarina av Aragonien. Hon var omtalad vid hovet som en stor skönhet.
Bessie Blount blev kungens älskarinna någon gång omkring 1514 eller 1515. Deras förhållande varade länge, jämfört med Henriks andra affärer som i allmänhet var mycket kortlivade. 13 juni 1519 födde Bessie kungen en illegitim son, som fick namnet Henry Fitzroy, som senare blev hertig. Efter det var affären i stort sett över, och kungen riktade 1520 sitt intresse mot den nygifta Mary Boleyn, hustru till hovmannen Sir William Carey.
Bessie Blount giftes 1522 bort med Lord Gilbert Tailboys, som enligt rykten skulle vara son till en galning. Bessie omnämns sällan efter sitt giftermål. 1529 påpekade en hovpräst att hon var vackrare än Henriks fästmö Anne Boleyn, som han ändå beskrev som tämligen vacker. Bessie Blount och Mary Boleyn är de enda av Henriks älskarinnor som blev ihågkomna av allmänheten. 18 juni 1536 avled Henry Fitzroy.
Lord Gilbert avled 1530 och hon gifte cirka 1534 om sig med Edward Clinton, 1:e earl av Lincoln. Deras enda kända dotter Katherine Clinton (som begravdes 14 augusti 1621) var gift med William Burgh, 2:e lord Burgh och mor till Thomas Burgh, 3:e lord Burgh.
Bessie Blount avled 1540. Hon ska ha dött av tuberkulos, samma sjukdom som dödade hennes son.